# Full fart med flygande mattan
Full fart med flygande mattan (Rug Riders in the Sky) är en Joakim von Anka-historia av Carl Barks från 1964. Den handlar om hur Joakim von Anka, Kalle Anka och Knattarna köper en flygande matta efter att ovetandes fått ett tips om denna raritet från Magica de Hex.

## Handling
Serien inleds med att Joakim von Ankas är i Bagdad och handlar mattor. Magica de Hex råkar också vara i Bagdad i samma ärende, men hon avser köpa en flygande matta. Dock vill hon inte betala mattan utan föredrar att stjäla den från någon annan. När hon då får se Joakim von Anka i staden ser hon till att han hittar mattan och köper den. Knattarna lyckas räkna ut hur man får mattan att flyga genom att hälla vatten från en särskild källa på mattans kanter. Magica har inte denna kunskap och misslyckas med sina försök att stjäla och komma undan med mattan. Mattan, som har en vilja att flyga österut tar med Joakim, Kalle och knattarna till vad som visar sig vara Aladdins skattkammare. På vägen hem från skattkammaren väntar Magica som nu förvandlat sig till sagofågeln Rock. Under jakten som följer råkar mattan repa upp sig själv helt och hållet och således gå förlorad.